# Починок (Пеновский район)
Починок — деревня в Пеновском районе Тверской области.

## География
Находится в западной части Тверской области на расстоянии приблизительно 2 км на север-северо-восток по прямой от районного центра поселка Пено.

## История
Деревня была показана на карте 1825 года. В 1859 году здесь было учтено 10 дворов, в 1939 — 45. До 2020 года входила в Заёвское сельское поселение (Тверская область) Пеновского района до их упразднения.

## Население
Численность населения: 64 человека (1859 год), 42 (русские 98 %) в 2002 году, 23 в 2010.